# Waldgesetzbuch der Litauischen Sozialistischen Sowjetrepublik
Waldgesetzbuch der Litauischen Sozialistischen Sowjetrepublik (litauisch Lietuvos Tarybų Socialistinės Respublikos miškų kodeksas, LTSR MK)  war die umfassende sowjetlitauische Waldrechtskodifikation und Hauptrechtsquelle des sowjetlitauischen Waldrechts. Das Gesetz wurde vom Obersten Sowjet Sowjetlitauens am 21. Juni 1979 verabschiedet und trat am 1. Oktober 1979 in Kraft. Der Nachfolger des Gesetzbuches ist das Waldgesetz der Republik Litauen.